# La venexiana (film)
La venexiana è un film erotico del 1986 diretto da Mauro Bolognini e liberamente tratto dall'omonima commedia in lingua veneziana di anonimo del XVI secolo La venexiana. La pellicola in alcuni paesi è stata sottoposta a limitazioni di età: 16 anni in Argentina, 12 in Francia e 13 in Spagna.

## Trama
Cessata la peste a Venezia, due attraenti donne dell'alta società, la matura vedova Angela e la giovane sposa Valeria, durante il Carnevale si contendono i favori sessuali di Jules, giovane e bel forestiero, da loro notato mentre si aggira tra le calli. Il fortunato si introduce prima di notte, poi quasi all'alba, in casa d'entrambe, atteso con ansia e poi ben foraggiato.

## Riconoscimenti
- 1986 - David di Donatello
  - Nomination Migliori costumi a Aldo Buti
- 1986 - Nastro d'argento
  - Nomination Migliori costumi a Aldo Buti
- 1986 - Ciak d'oro
  - Nomination migliori costumi a Aldo Buti